# Spalax galili
Spalax galili é uma espécie de roedor da família Spalacidae. Endêmica de Israel, é conhecido de Ma’alot, Kerem Ben Zimra, e Qiryat Shemona nas Montanhas da Galiléia próximo a fronteira com o Líbano.